# Quercus cortesii
Quercus cortesii — вид рослин з родини букових (Fagaceae), поширений від центральної Мексики до Панами.

## Опис
Це велике дерево до 40 метрів заввишки. Молода кора гладка, сіра. Гілочки голі або рідко запушені, темно кавового кольору; сочевички бліді, помітні. Листки опадні, ланцетні або вузько еліптичні, субшкірясті, 8–14 × 1.5–3 см; верхівка гостра, ослаблена; основа клиноподібна, ослаблена; край злегка загнутий, з 2–5 парами зубчиків до верхівкової 1/2; верх темно-зелений, блискучий, незабаром оголений; низ блідіші та голий за винятком кількох стійких зірчастих трихомів уздовж середньої жилки; ніжка 6–15 мм. Тичинкові сережки завдовжки 5–10 см; маточкові суцвіття завдовжки 0.5–1 см, 1–2-квіткові. Жолуді поодинокі або в парі, завдовжки 14–20 мм; чашечка охоплює 1/3 або 1/2 горіха, з овальними, тонкими, загостреними, запушеними, лусочками кавового кольору; дозрівають першого року, восени.

## Середовище проживання
Поширений від центральної Мексики через Сальвадор, Гватемалу, Беліз, Коста-Рику, Гондурас, Нікарагуа до Панами. Росте у вологих лісах або гірських хмарних лісах; на висотах від 700 до 2400 метрів.

## Використання й загрози
Цей вид використовується для дров, деревини, медицини, дублення та охорони ґрунтів та водозборів.
Значна загроза — це вирубка.